# Jacques Sarrazin
Jacques Sarrazin o Sarazin (Noyon, 1592 - París 3 de desembre de 1660. Va ser un escultor francès del barroc.

## Biografia
De 1610 a 1627 es va formar a Roma amb l'escultor de fusta francès Jean Languille i va freqüentar artistes barrocs com el pintor Domenico Zampieri o el flamenc François Duquesnoy.
Es va casar en 1631 amb la neboda del pintor Simon Vouet, sota la direcció del qual va treballar durant una desena d'anys. Després de la Guerra de la Fronda, Sarazin participa en els treballs del palau del Louvre i dirigí la seva decoració de 1639 a 1642.